# 6-я Кожуховская улица
Шеста́я Кожу́ховская улица — улица, расположенная на территории Южнопортового района Юго-Восточного административного округа города Москвы.

## История
Улица возникла в 1930-е годы, своё нынешнее название получила в 1955 году.

## Расположение
Расположена между 5-й и 7-й Кожуховскими улицами. Начинается от улицы Сайкина, идёт на восток, пересекает улицу Петра Романова и заканчивается в жилой застройке, немного не доходя до Южнопортовой улицы.

## Организации

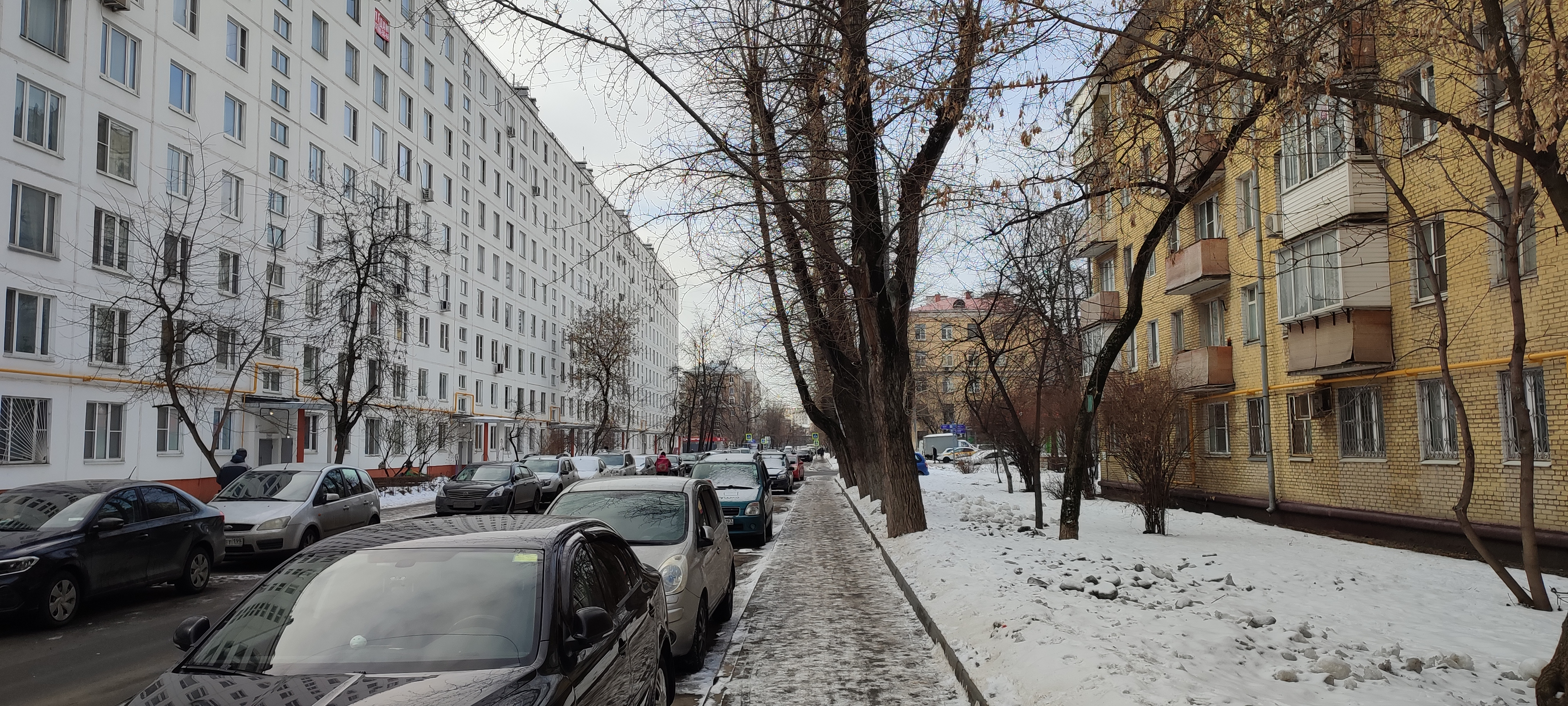
6-я Кожуховская улица, дом 10, Москва

### по нечётной стороне
- Дом 3, корпус 1 — стоматологический центр «Дентал Мир»
- Дом 3, корпус 1 —  страховая компания «Ингосстрах»
- Дом 5 — магазин сантехники «Сантех»
- Дом 9 — продовольственный магазин «Вишенка»
- Дом 11, корпус 2 — центр образования «Владимира», шахматная школа «Олимп»[3]
- Дом 13 — пустует, бывший супермаркет "5-ка"
- Дом 15 — пустует, бывший сбербанк
- Дом 17 — магазины «Электроникс», «Ветамода»
- Дом 21 — стоматологическая поликлиника № 27[4]
- Дом 29 — школа № 485[5]
- Дом 29Б — интернет-магазин «Okpit.ru»
- Дом 35 — Московский экономико-финансовый институт

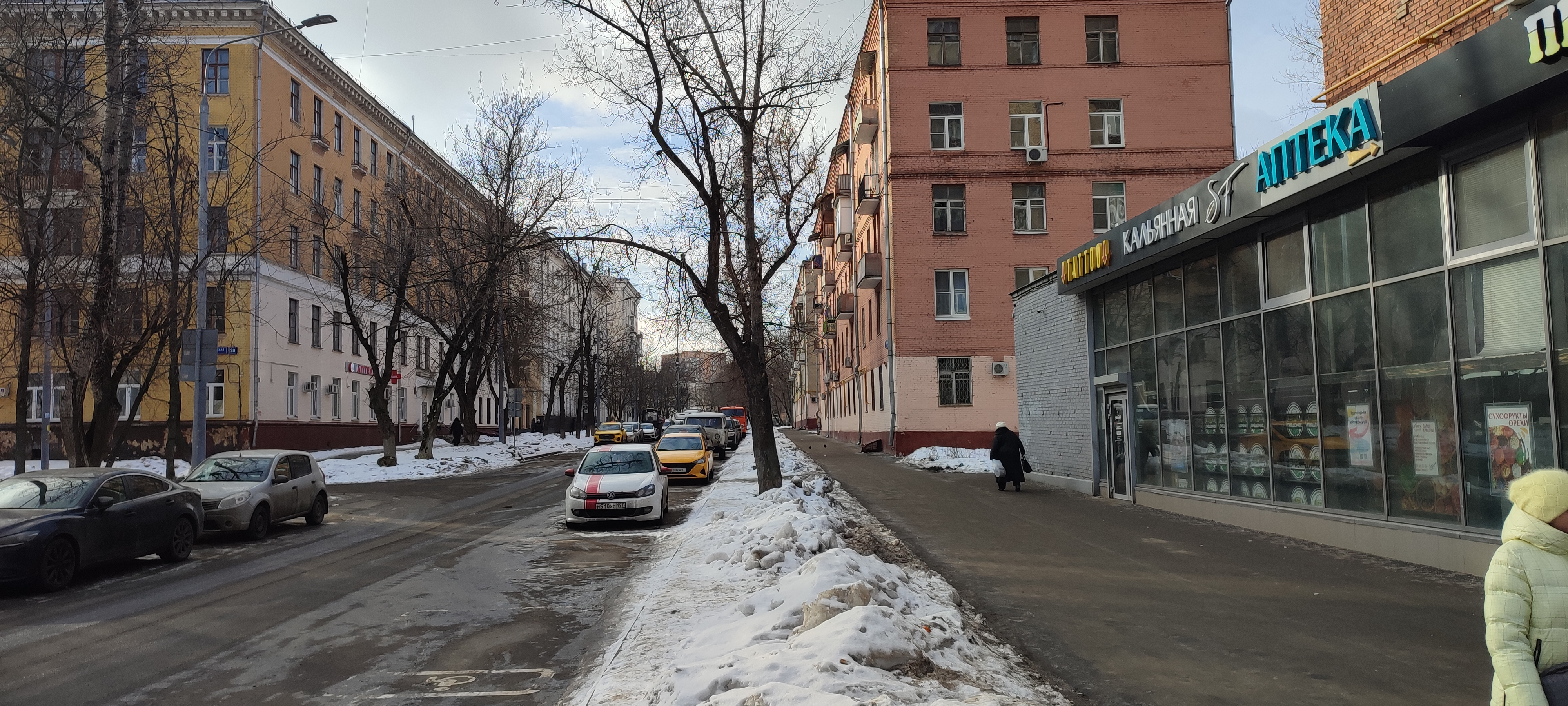
6-я Кожуховская ул./ул Петра Романова

### по чётной стороне
- Дом 6 — супермаркет «Магнит»
- Дом 8 — школа № 509
- Дом 18, корпус 2 — гостиница «Булатовъ»
- Дом 24 — магазин «Южный двор»
- Дом 26 — пустует, бывший сбербанк
- Дом 28 — аптека «Столицы»

## Транспорт
На улице одностороннее движение транспорта (на восток).

### Наземный общественный транспорт
На улице расположена остановки «6-я Кожуховская улица» и «3-й Кожуховский проезд», на них останавливается автобус № 186 от Велозаводской улицы до метро Волгоградский проспект.

### Метро
- Станция метро «Кожуховская» Люблинско-Дмитровской линии находится в 300 м на юго-восток от окончания улицы.
- Станция метро«Автозаводская» Замоскворецкой линии находится в 350 м на запад от начала улицы.

### Железнодорожный транспорт
- Станция МЦК «Автозаводская» - в 530 м юго-западнее от перекрёстка вблизи улицы Сайкина.
- Станция МЦК «Дубровка» - в 640 м на север от пересечения с улицей Петра Романова.